# Stigacris rubropicta
Stigacris rubropicta är en insektsart som beskrevs av Marius Descamps 1977. Stigacris rubropicta ingår i släktet Stigacris och familjen gräshoppor. Inga underarter finns listade i Catalogue of Life.